# NGC 820
NGC 820 je galaksija u zviježđu Ovan.

## Vanjske poveznice
- SEDS: NGC 820